# Perenniporia gomezii
Perenniporia gomezii är en svampart som beskrevs av Rajchenb. & J.E. Wright 1982. Perenniporia gomezii ingår i släktet Perenniporia och familjen Polyporaceae.   Inga underarter finns listade i Catalogue of Life.